# Кубок Німеччини з футболу
DFB-Pokal (нім. Deutscher Fußball-Bund-Pokal) або Кубок НФФ (Кубок Німецької Футбольної Федерації) — щорічний футбольний кубок Німеччини, який проходить у форматі вильоту. У змаганні беруть участь 64 команди, включаючи всі клуби Бундесліги і Другої бундесліги. Він вважається другим за значимістю національним титулом в німецькому футболі після чемпіонату.

## Історія
Змагання було засновано 1935 року під назвою Tschammer-Pokal. Першим переможцем став ФК «Нюрнберг». 1937 року «Шальке» була першою командою, яка виграла турнір двічі поспіль. Tschammer-Pokal було призупинено 1945 року у зв'язку з II світовою війною і розпався після краху нацистської Німеччини. 1948 року кубок був відновлений як DFB-Pokal. Знову ФК «Нюрнберг» виграв перший титул. «Баварія» (Мюнхен) завоювала найбільше кубків — 20.

## Переможці
| Клуб                          | Перемоги | Фіналіст | Перемоги за роками |
| ----------------------------- | -------- | -------- | --- |
| Баварія (Мюнхен)              | 20       | 3        | 1957, 1966, 1967, 1969, 1971, 1982, 1984, 1986, 1998, 2000, 2003, 2005, 2006, 2008, 2010, 2013, 2014, 2016, 2019, 2020 |
| Вердер (Бремен)               | 6        | 4        | 1961, 1991, 1994, 1999, 2004, 2009                                                                                     |
| Айнтрахт (Франкфурт-на-Майні) | 5        | 4        | 1974, 1975, 1981, 1988, 2018                                                                                           |
| Шальке 04                     | 5        | 7        | 1937, 1972, 2001, 2002, 2011                                                                                           |
| Боруссія (Дортмунд)           | 5        | 5        | 1965, 1989, 2012, 2017, 2021                                                                                           |
| Кельн                         | 4        | 6        | 1968, 1977, 1978, 1983                                                                                                 |
| Штутгарт                      | 4        | 3        | 1954, 1958, 1997, 2025                                                                                                 |
| Нюрнберг                      | 4        | 2        | 1935, 1939, 1962, 2007                                                                                                 |
| Гамбург                       | 3        | 3        | 1963, 1976, 1987 |
| Боруссія (Менхенгладбах)      | 3        | 2        | 1960, 1973, 1995 |
| Фортуна (Дюссельдорф)         | 2        | 5        | 1979, 1980 |
| Кайзерслаутерн                | 2        | 6        | 1990, 1996 |
| Баєр 04                       | 2        | 3        | 1993, 2024 |
| Карлсруе                      | 2        | 2        | 1955, 1956 |
| РБ Лейпциг                    | 2        | 2        | 2022, 2023 |
| Дрезднер                      | 2        | –        | 1940, 1941 |
| Мюнхен 1860                   | 2        | –        | 1942, 1964 |
| Рот-Вайс (Ессен)              | 1        | 1        | 1953 |
| Вольфсбург                    | 1        | 1        | 2015 |
| Юрдінген 05                   | 1        | –        | 1985 |
| Ганновер 96                   | 1        | –        | 1992 |
| Лейпциг                       | 1        | –        | 1936 |
| Кікерс (Оффенбах)             | 1        | –        | 1970 |
| Рапід (Відень)                | 1        | –        | 1938 |
| Шварц-Вайс (Ессен)            | 1        | –        | 1959 |
| Ферст Вієнна                  | 1        | –        | 1943 |
| Дуйсбург                      | –        | 4        | – |
| Алеманія (Аахен)              | –        | 3        | – |
| Бохум                         | –        | 2        | – |
| Герта (Берлін)                | –        | 2        | – |
| Боруссія (Нойнкірхен)         | –        | 1        | – |
| Енергі (Котбус)               | –        | 1        | – |
| Фортуна (Кельн)               | –        | 1        | – |
| Франкфурт                     | –        | 1        | – |
| Герта II                      | –        | 1        | – |
| Люфтваффе (Гамбург)           | –        | 1        | – |
| Штутгартер Кікерс             | –        | 1        | – |
| Уніон (Берлін)                | –        | 1        | – |
| Вальдгоф (Мангайм)            | –        | 1        | – |
| Фрайбург                      | –        | 1        | – |
| Армінія                       | –        | 1        | – |